# Muralles de Benassal
Les Muralles (torres d'en Garcés, de la Presó i Redona) de Benassal, conegudes també amb el nom de Fortalesa de Benassal, són Bé d'Interès Cultural, per declaració genèrica, amb anotació ministerial: RI - 51-0010792, i data d'anotació 3 de juny de 2002, segons consta a la Direcció General de Patrimoni Artístic de la Generalitat Valenciana.
Es troben a l'interior de la localitat de Benassal, a la comarca de l'Alt Maestrat.

## Història
Benassal té els seus orígens en la primera època de la conquesta de la península pels àrabs. En 1213, el rei Pere II d'Aragó, que ja havia reconquerit la zona, va atorgar a l'Orde del Temple el castell de Culla amb totes les seves possessions, inclosa Benassal (població que en el document de donació se cita com Avinaçal). Més tard Jaume I d'Aragó, en 1226, atorga al senyor feudal Blasco d'Alagó totes les terres que aconseguís conquerir als àrabs. La conquesta va començar l'any 1232, en què don Blasco va prendre Morella. Dos anys més tard van ocupar Culla amb totes les seves pertinences, entre elles Benasal. En Blasc d'Alagó va atorgar Carta de Població a Berenguer de Calatarrà, mitjançant document donat el 3 gener 1239. En 1303 els hereus de Blasco de Alagón van vendre les possessions a Berenguer de Cardona, Mestre del Temple, creant-se la Comanda de Benassal. Després de la desaparició dels Templers i creada l'Orde de Montesa s'incorpora a ella en 1319. En el primer capítol general de l'Orde celebrat a Sant Mateu és erigit al capdavant de l'Encomana del seu nom, separant-se de la jurisdicció de Culla i donant peu a la fortificació adequada de la vila. Va participar en les guerres de Successió prenent partit a favor dels Borbó, pel que Felip V, el 1709, li va atorgar el títol de fidelíssima vila a la població i va afegir la flor de lis al seu escut. També va participar en les guerres Carlines.

## Descripció
Les muralles van ser aixecades des del primer assentament de la població fins a començaments del segle xiv, possiblement durant el govern de Pere de Tous, Maestre de Montesa, i finalitzant al voltant de 1380. Les investigacions arqueològiques fan pensar que el recinte posseïa set torres i cinc portals. En l'actualitat només es conserven tres torres, l'anomenada Torre de la Presó, torre emmerletada, de planta quadrada, que situada a l'angle est del que va ser el recinte emmurallat, adossada a un habitatge i a la part baixa es va situar una presó i calabós. L'interior compta amb arcs de pedra, forjats amb bigues de fusta i masmorra al soterrani. És una de les millors torres de defensa adossades a la muralla. L'altra torre, també quadrada i emmerletada, s'anomena d'en Garcés o del Planet. Presenta quatre altures, amb fàbrica de maçoneria i carreus en les cantonades. A la façana sud que dona a la plaça, presenta dos balcons de construcció contemporània, porta i finestres. L'interior, és diferent segons l'ús segons plantes, presentant forjats resolts amb bigues de fustes. Està al costat sud del recinte emmurallat. La tercera, que és circular es troba localitzada en el llenç sud-oest. Aquesta torre circular té dues altures, està construïda de maçoneria i presenta un únic petit va. A l'interior el forjat és de fusta i el paviment de. També es conserven petits llenços de les muralles, així com el portal anomenat de la Mola, abans portal de Sant Agustí, format per un arc de ferradura aràbic-cristià, que és únic a la zona nord de la Comunitat Valenciana. Al costat d'aquest portal de la Mola es troba l'anomenat Castell de la Mola, el qual no és un edifici fortificat, sinó que fou la residència del fundador i primer poblador Berenguer de Calatarrà, al segle xiii. Aquest edifici es va convertir en lloc de reunió dels altres pobladors i més tard i fins a finals del segle xv, en Ajuntament.
La Torre de la Presó va ser restaurada el 1998, procedint a la seva neteja, consolidació de les fàbriques i reposició de forjats i fàbrica.